# U-Bahnhof Rathaus (Duisburg)
Der U-Bahnhof Rathaus ist ein Nahverkehrs-Bahnhof in der kreisfreien Stadt Duisburg. Er ist Teil der Stadtbahn Duisburg und befindet sich in Tunnellage mit unmittelbarem Zugang zum Duisburger Rathaus und zur Salvatorkirche, beide gelegen im historischen Stadtzentrum am Burgplatz sowie zur Fußgängerzone Königstraße/Kuhstraße. Der U-Bahnhof wird von der Duisburger Verkehrsgesellschaft (DVG) betrieben und durch die Linie 901 bedient.
Der Bahnhof wurde vom Architekten Helmut Kohl entworfen und von Manfred Vogel künstlerisch gestaltet. Die Wandflächen des U-Bahnhofs mit künstlerisch gestalteten, farbig emaillierten Blechen verkleidet. So werden städtische Bereiche und Motive der Stadtgeschichte in den Farben Rot, Blau und Gelb dargestellt. Dabei spielt das Zentrum eine formgebende Rolle.

## Linien
| Linie | Linienverlauf | Takt   |        |
| ----- | --- | ------ | ------ |
| 901   | DU-Obermarxloh – Marxloh Pollmann – Bruckhausen – Beeck – Laar – Scholtenhofstraße1 – Ruhrort Bf – Ruhrort Friedrichsplatz – Kaßlerfeld – Rathaus – König-Heinrich-Platz – Duisburg Hbf – Zoo/Uni2 – Mülheim-Raffelberg – Speldorf – Schloß Broich – MH-Stadtmitte – Mülheim Hbf Zur HVZ mit zusätzlicher Fahrt zwischen 1 und 2 jeweils 5 Minuten abweichend auf den Regeltakt | 15 min | 15 Min |